# Marisela Santibáñez
Marisela del Carmen Santibáñez Novoa (Santiago, 24 de abril de 1975) es una actriz, presentadora de televisión, locutora radial y política chilena, exmiembro del Partido Comunista de Chile (PCCh) entre los años 2019 a 2024. Desde marzo de 2018 ejerce como diputada por el distrito N.° 14 de la Región Metropolitana.

## Biografía
Nacida en 1975, Marisela es la menor de 2 hijas, de Rosario Novoa y Ricardo Santibáñez. Creció en un popular barrio de Avenida Las Rejas en Estación Central.
Es hija de Ricardo Santibañez. El año 2003 se convierte en madre, de su primera y única hija Rafaella. El 28 de junio de 2011, luego de cuarenta días de lucha contra una repentina leucemia aguda, se anunció que la hija de siete años de Marisela, había fallecido debido a un shock séptico reflectivo a las 11:25 horas.

## Carrera mediática
Estudió teatro bajo la orientación de Patricio Achurra, y ha realizado estudios de comunicación social. En 2000 protagonizó un anuncio de la marca Tapsin que recibió premios internacionales.
Ha conducido y participado como panelista en distintos programas de televisión. En 2002 condujo el programa de trasnoche La plancha en Mega. En 2004 fue panelista en el programa de entrevistas Acoso textual. Luego fue opinóloga en el programa de farándula SQP, hasta 2008. Ha participado en dos oportunidades en reality shows; La granja VIP (2005) y 1910 (2009), ambos de Canal 13.
Es reconocida hincha del club de fútbol Colo Colo. Ha participado en programas de televisión referidos a ese deporte, como Show de goles y Jugados.
Como locutora radial, condujo durante casi una década el programa Capeando la tarde en radio Carolina, por el cual obtuvo en 2001 recibió el Premio APES a la «Revelación Radial». En 2008 regresó con ese programa en radio Píntame.

## Carrera política
Participó activamente en la candidatura presidencial de Marco Enríquez-Ominami en 2009.[cita requerida] Posteriormente ingresó como militante al Partido Progresista (PRO), partido creado por Enríquez-Ominami en 2010.
En junio de 2013 el PRO la proclamó como candidata a diputada en el distrito 30 (San Bernardo, Calera de Tango, Paine y Buin) para las elecciones parlamentarias de noviembre de ese año, obteniendo la primera mayoría de votos populares, mas no siendo electa ya que por las reglas del sistema binominal, el cual entre otras cosas premia a las dos listas más votadas, su lista fue la tercera más votada de su distrito, perdiendo frente a los candidatos de la Nueva Mayoría y la Alianza. 
En las elecciones municipales de 2016, fue candidata a alcaldesa de San Bernardo, participó al interior del pacto Yo Marco por el Cambio, logrando 13.079 sufragios, equivalente a un 25,54%, por lo que no resultó electa, siendo derrotada por la UDI Nora Cuevas.
Volvió a competir por un cupo en la Cámara de Diputados, esta vez por el nuevo distrito 14, en las elecciones parlamentarias de 2017. En dichos comicios obtuvo 35 913 votos, equivalentes al 11,9 % de las preferencias, con lo que resultó elegida, siendo la primera diputada del PRO y única representante del partido en el periodo legislativo que comenzó el 11 de marzo de 2018.
Integra las comisiones permanentes de Cultura y de las Artes, Deportes y Recreación, y Seguridad Ciudadana. Forma parte de las comisiones especiales investigadoras sobre Inversión en hospitales y contratación de personal; sobre Irregularidades en actuaciones de la Empresa Nacional de Minería (ENAMI) relacionadas con contratos adjudicados a Inversiones SZ; sobre actos del Gobierno relativos a la búsqueda de menores extraviados o desaparecidos; y sobre actos de la administración vinculados al funcionamiento del basural La Chimba.
Formó parte del Comité Parlamentario del PRO.
En marzo de 2019 presentó su renuncia al PRO, quedando como diputada independiente. En septiembre de 2019 firmó como militante del Partido Comunista de Chile (PCCh),partido al que renunció a inicios de 2024 por diferencias con algunos integrantes de su comité.

## Controversias

### Apología al asesinato de Jaime Guzmán
En enero de 2019 Marisela Santibáñez celebró el asesinato del senador Jaime Guzmán diciendo «bien muerto el perro» durante la «fiesta de los abrazos» mientras hacía alusión a que Gabriel Boric recibió una polera en donde se mostraba la cara del mismo senador baleada. Posteriormente en junio del mismo año la diputada fue sancionada por la Comisión de Ética.

### Voto por Chile Vamos en cámara de diputados
En abril de 2025, Santibáñez, junto con Pamela Jiles, le dieron su voto a José Miguel Castro para presidir la cámara de diputados, tras la renuncia de Karol Cariola. Si bien Castro no había llegado a una mayoría absoluta y estaba empatando con su contendora, la diputada Camila Rojas del Frente Amplio, Castro resultó elegido por sorteo. Dado que Castro es militante de Renovación Nacional, partido de derecha, y Santibáñez fue electa dos veces con cupo en dos distintos partidos de izquierda (el Partido Progresista y el Partido Comunista), esto le valió críticas en redes sociales por usuarios que la han tildado de "vende patria" y "traidora". Sin embargo, Santibáñez defendió su postura, declarando que su voto no responde a una afinidad con la derecha, sino a la confianza personal que le inspira Castro. Señaló que él le da más garantías para avanzar en temas que considera prioritarios en su labor legislativa, como el apoyo a pacientes electrodependientes, denuncias de abusos en el fútbol y la mejora de protocolos contra el acoso sexual en la Cámara, declarando además su estrecha relación de confianza y amistad con el diputado derechista.

## Historial electoral

### Elecciones parlamentarias de 2013
- Elecciones parlamentarias de 2013 a Diputado por el distrito 30 (Buin, Calera de Tango, Paine y San Bernardo) [21]

### Elecciones municipales de 2016
- Elecciones municipales de 2016, para la alcaldía de San Bernardo.[22]

### Elecciones parlamentarias de 2017
- Elecciones parlamentarias de 2017 a diputado por el distrito 14 (Alhué, Buin, Calera de Tango, Curacaví, El Monte, Isla de Maipo, María Pinto, Melipilla, Padre Hurtado, Paine, Peñaflor, San Bernardo, San Pedro y Talagante)[23]

### Elecciones parlamentarias de 2021
- Elecciones parlamentarias de 2021 a diputado por el distrito 14 (Alhué, Buin, Calera de Tango, Curacaví, El Monte, Isla de Maipo, María Pinto, Melipilla, Padre Hurtado, Paine, Peñaflor, San Bernardo, San Pedro y Talagante)[24]